# Chełmek (wyspa)

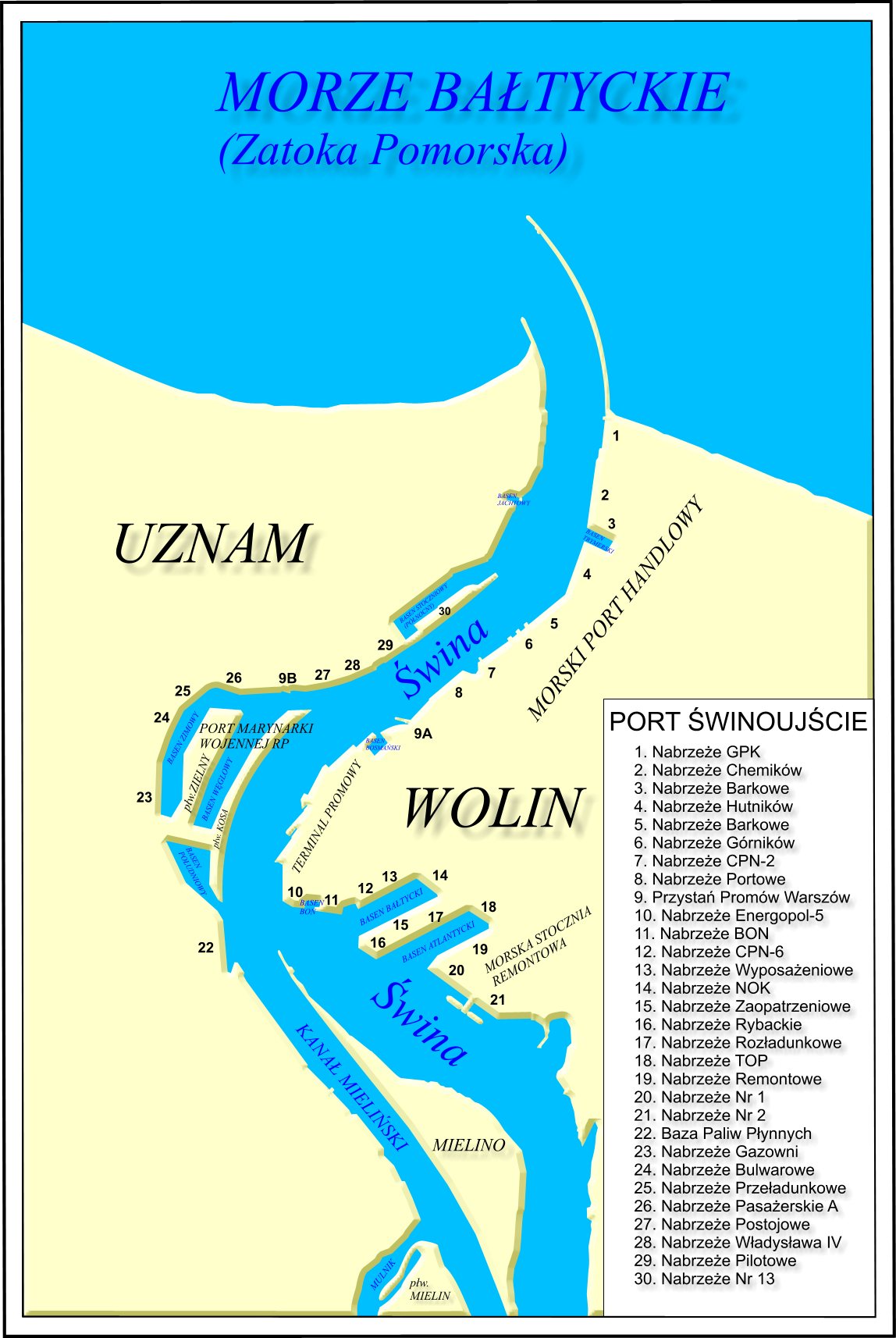
Plan portu w Świnoujściu

Chełmek (także Mielino, Mielin, Wielkie Mielno) – wyspa między Świną a Kanałem Mielińskim w Świnoujściu.

## Charakterystyka
Powstała w wyniku przekopania Kanału Mielińskiego w 1911 i podzielenia dawnej wyspy Mielin – na Chełmek i obecny półwysep Mielin.
Wyspa jest niezamieszkana przez ludzi, w najszerszym miejscu ma około 440 m szerokości i jest długa na ok. 3,5 km. 
Wyspa znajduje się w granicach portu morskiego Świnoujście. Większa część wyspy (bez północnego cypla długości ok. 450 m) objęta jest obszarem ochrony siedlisk „Wolin i Uznam”.
Północny cypel wyspy posiada nabrzeże.
Przed 1945 teren ten składał się z 2 wysp o niemieckich nazwach Buschwiese i Grüner Holm, które były połączone umocnieniami Kanału Mielińskiego oraz znajdowały się na nich stawy świetlne. W 1949 ustalono urzędowo dla części wyspy polską nazwę Chełmek oraz dla północno-wschodniej łąki nazwę Kaczy Ostrów.